# Sızma, Selçuklu
Sızma là một thị trấn thuộc quận Selçuklu, tỉnh Konya, Thổ Nhĩ Kỳ. Dân số thời điểm năm 2011 là 2.153 người.